# Silverbeek
Silverbeek ist ein Ortsteil der Gemeinde Niederkrüchten im Kreis Viersen am linken Niederrhein und liegt auf halbem Weg zwischen Niederkrüchten und Tetelrath im Bundesland Nordrhein-Westfalen an der Landesstraße L 126. Es besteht aus den Straßen „An der Schanz“, „Kamper Weg“ und „Steinstraße“. Seinen Namen hat Silverbeek durch den gleichnamigen Bach, der entlang der Steinstraße und des Kamper Wegs fließt und schließlich in die Schwalm mündet.

## Geografie

### Lage
Silverbeek liegt zwischen Niederkrüchten und Tetelrath an der L 126 (hier: Erkelenzer Straße).

### Nachbarorte
| Niederkrüchten Ryth | Lousberg                                    | Waldniel                     |
| Oberkrüchten        | Kompassrose, die auf Nachbargemeinden zeigt | Lüttelforst                  |
| Varbrook            |                                             | Blonderath Tetelrath Merbeck |

## Infrastruktur
Es existieren mehrere landwirtschaftliche Betriebe mit Pferdehaltung.
Die AVV-Buslinien 418 und SB8 der WestVerkehr sowie SB83 der NEW verbinden Silverbeek an Werktagen mit Mönchengladbach, Wegberg, Erkelenz und Niederkrüchten.
| Linie | Betreiber | Verlauf |
| ----- | --------- | --- |
| 418   | west      | Erkelenz Bf – (Erkelenz ZOB –) (Kehrbusch → Isengraben → Flassenberg ← Isengraben ← Kehrbusch –) Grambusch – Schwanenberg – Geneiken – (Wildenrath Gewerbegebiet –) Tüschenbroich – Watern – Wegberg Busbf (– Wegberg Bf – Harbeck – Merbeck – Venn – Tetelrath – Silverbeek – Niederkrüchten) |
| SB8   | west      | Schnellbus: Erkelenz Bf – Erkelenz Burg / Erkelenz ZOB – Holtum – Uevekoven – Wegberg – Harbeck – Berg – Rickelrath – Schwaam – Venheyde – Merbeck – Abzw. Tetelrath – Silverbeek – Niederkrüchten                                                                                             |
| SB83  | NEW       | Mönchengladbach Hbf – Hardt – Waldniel – Silverbeek – Niederkrüchten – Elmpt |

## Sehenswürdigkeiten
- Wegekreuz, An der Schanz 1

## Vereine
Zusammen mit den Nachbarortsteilen bildet Silverbeek die „St. Brigitta Bruderschaft Blonderath, Ryth, Silverbeek, Varbrook e.V“. Alle zwei Jahre wird das traditionelle Schützenfest auf dem Schützenplatz „Am End“ gefeiert. Die St. Brigitta Bruderschaft wechselt sich mit dem Ausrichten des Schützenfestes im Jahresrhythmus mit Niederkrüchten (St. Antonius Bruderschaft) ab.